# Un amore di mamma
Un amore di mamma (Amor de madre) è un film del 2022 diretto da Paco Caballero.

## Trama
Quando suo figlio viene lasciato all'altare, per non perdere i soldi la madre Mari Carmen lo accompagna in viaggio di nozze. Una volta arrivati alle Mauritius, José Luis si sente più triste mentre sua madre si diverte tantissimo.

## Distribuzione
Il film è stato distribuito sulla piattaforma Netflix a partire dal 29 aprile 2022.